# Edward Day (prêtre)
Edward Day, né le 22 décembre 1738 et mort le 27 janvier 1808 était archidiacre d'Ardfert de Comté de Kerry en Irlande de 1782 jusqu'à sa mort.

## Biographie
Edward Day est né près de Tralee. Il est l'un des sept enfants du révérend John Day de Lohercannon dans le comté de Kerry, chancelier d'Ardfert. Sa mère est Lucy FitzGerald, fille de Sir Maurice FitzGerald (en), 14e chevalier de Kerry et d'Eleanor Crosbie. Son grand-père paternel, également nommé Edward, était un marchand prospère qui épousa Ellen Quarry de la ville de Cork. Les Days, originaires d'East Anglie, étaient arrivés en Irlande au XVIIe siècle. La famille de sa mère était une branche de la dynastie FitzGerald et détenait le titre de chevalier du Kerry depuis des siècles. Parmi ses quatre frères il y a John Day, maire de Cork en 1807, et le juge Robert Day (en) de la Cour du Banc du Roi (en) en Irlande. Edward et Robert ont été très proches tout au long de leur vie, et Robert dans son journal consigne son intense chagrin face à la mort d'Edward.
Edward Day fait ses études au Trinity College de Dublin. En 1771, il devient recteur de Kiltallagh à Castlemaine (en) dans le comté de Kerry, avant de devenir Ministre de Holy Trinity à Cork. Il vit alors à Beaufort, dans le comté de Kerry.
En 1769, il épouse Barbara Forward, qui est probablement la fille aînée de William Forward, de l'éminente famille Forward de Fermoy dans le comté de Cork, et de son épouse Margaret Hely. Ils ont six enfants, dont le révérend Edward Day, qui succédera à son père comme recteur de Kiltallagh mais lui survivra moins d'un an, Robert Day qui sera haut shérif de Kerry en 1808, et Lucy qui épousera le révérend William Godfrey, recteur de Kenmare.
Selon son frère Robert, il meurt après trois jours de maladie. Robert est profondément affecté par la mort d'Edward, le pleurant comme un homme « de belles qualités, d'une grande érudition et d'une bienveillance sans limites ».